# Pasmo Pełczańsko-Mizockie
Pasmo Pełczańsko-Mizockie (851.14) – mezoregion fizycznogeograficzny w Ukrainie, część Wyżyny Wołyńskiej; pasmo wzgórz, stanowiące wschodnie przedłużenie Grzędy Sokalskiej. 
Nazwa pochodzi od dwóch miejscowości, Pełczy i Mizocza. Jednostkę fizycznogeograficzną o takiej nazwie wyróżnił Stanisław Lencewicz i istnieje ona także w podziale dziesiętnym Jerzego Kondrackiego, natomiast obecnie jej dwie części składowe o różnej budowie geologicznej – Pasmo Pełczańskie i Pasmo Mizockie – traktuje się jako odrębne mezoregiony.